# Cefoxitina
La cefoxitina es un antibiótico beta - lactámico de amplio espectro que se utiliza usualmente en infecciones por anaerobios. Es un derivado de la cefamicina C que es producida por Streptomyces lactamdurans. Pertenece al grupo de cefalosporinas de segunda generación y tiene actividad bactericida, aumenta la actividad frente a bacterias gram (-) y Haemophilus influenzae. Se administra por vía intravenosa o por vía intramuscular. 

## Historia
La cefoxitina fue desarrollada en 1972 por Merck & Co. a partir de Cefamicina C, ha sido sintetizada para crear un antibiótico con un espectro más amplio. Pertenece al grupo de cefalosporinas de segunda generación.
En España se autorizó su uso en 1979 con el nombre comercial Mefoxitin. 

## Acción y mecanismo
Inhibe la síntesis y la reparación de la pared celular bacteriana. Presenta un amplio espectro antibacteriano, con acción más marcada sobre las bacterias gram - negativas, especialmente las anaeróbicas.